# グランドチャンピオン (ゲーム)
『グランドチャンピオン』 (GRAND CHAMPION) は、タイトーから1981年6月にリリースされたアーケードゲーム。タイトーがリリースしてきたレーシングカーによるレースゲーム『スピードレース』シリーズの完成形とも言える作品である。
サウンドには、当時としては珍しい4チャンネルシステムを搭載し、臨場感あるレースを楽しむことが出来る。

## ゲームのルール
ステアリング、シフトレバー、アクセルペダルを使ってレースを行い、6位までに入賞すると次のステージへ進むことができる。また、7位以下、タイムが0になるとゲームオーバー。
この時代の作品としては珍しくピットインの概念が盛り込まれている｡
自車がアザーカーとの接触等よりダメージを受けると速度が著しく落ち、ピットインを促す表示が出て､暫く走ると左側にピットエリアが現れる｡そこで修理を行わないとレースに復帰できないが、ピットエリアは平坦な一本の直線路上でないと現れない（蛇行路中やトンネル内では、そのエリアを抜けるまで現れない）ので、クラッシュした場所によっては順位を大きく落とすことになりかねない｡

## ボーナス点数
レースにゴールすると1位が2000点、2位が1000点、3位が500点もらえる。

## 移植作品
- PlayStation 2版 - 2007年1月25日発売のタイトーメモリーズII 上巻に収録。4チャンネルシステムもそのままであるため、夜などにプレイする際には音量の注意が必要。